# Elektrostal

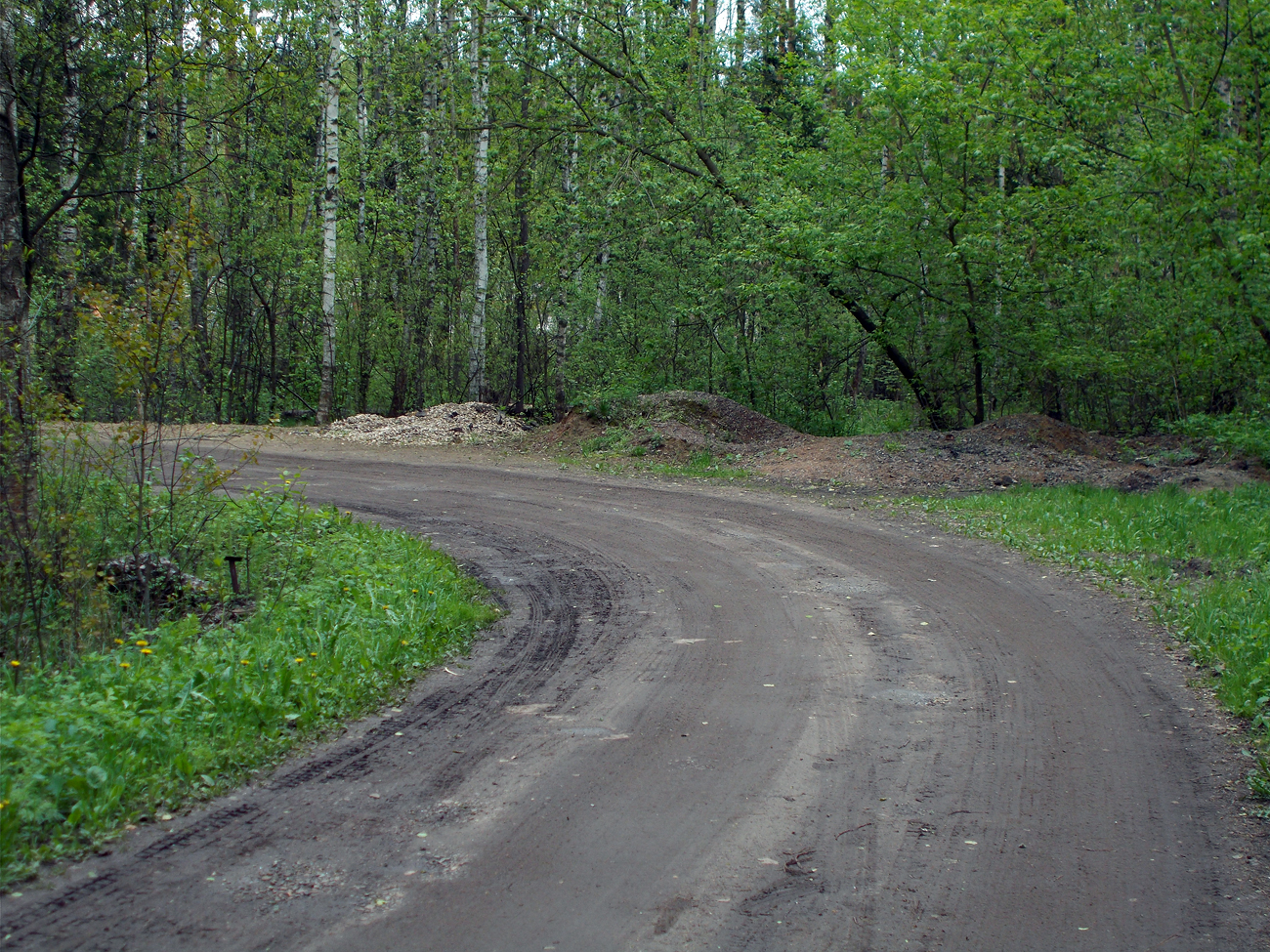
Đường vào rừng Elektrostal

Elektrostal (tiếng Nga: Электроста́ль), được biết đến với tên Zatishye (Зати́шье) cho đến năm 1938, là thành phố thuộc tỉnh Moskva. Dân số thành phố là 152 607 người (2021). Nơi đây được biết đến với cảnh quan thiên nhiên công viên rừng Elektrostal (Elektrostal forest parks).

## Thành phố kết nghĩa
Elektrostal kết nghĩa với:
- Pernik, Bulgaria[4]
- Polotsk, Belarus
- Strumica, Bắc Macedonia